# Rhipidolestes okinawanus
Rhipidolestes okinawanus é uma espécie de libelinha da família Megapodagrionidae.
É endémica de Japão.